# DreamLand
Pour les articles homonymes, voir Dreamland.
 (avril 2024).
 (février 2014).

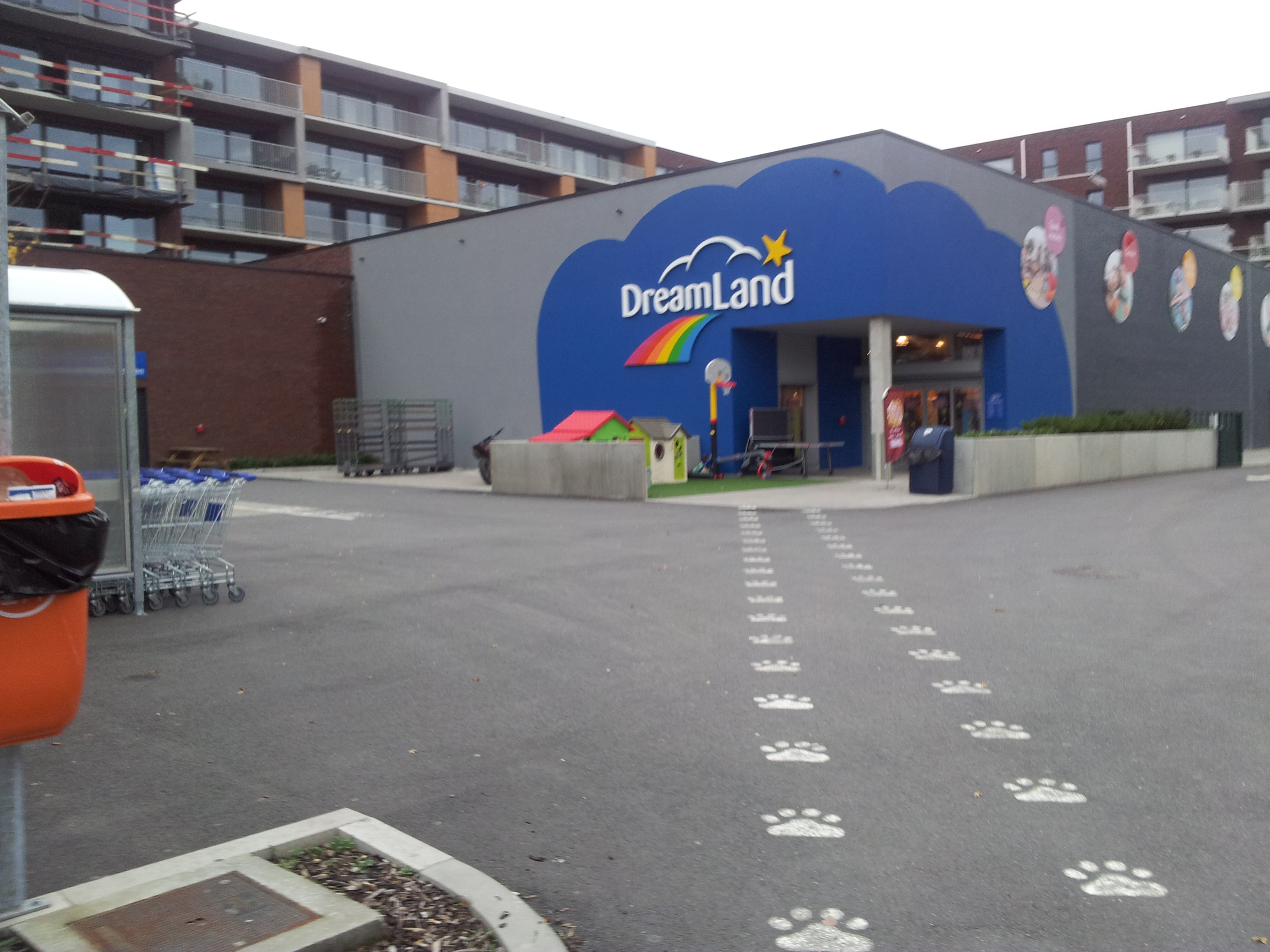
Façade et entrée d'un magasin DreamLand à Hal.

DreamLand (de l'anglais, littéralement « pays de rêves ») est une chaîne de magasins de jouets belge du groupe Colruyt. Les magasins DreamLand proposent principalement des jouets, des cadeaux et des fournitures scolaires, ainsi qu’une large gamme de jeux vidéo et d’articles multimédia. On y retrouve également des chambres pour enfants et adolescents et du matériel de décoration pour la chambre, des articles de jardin, de camping, etc.
En Août 2019, on compte au total 44 magasins en Belgique (dont 32 en Flandre et 12 en Wallonie).

## Histoire
En 1994, Colruyt Group rachète les 5 magasins de loisirs « Droomland ». En 1997, le premier magasin ouvre ses portes en Wallonie, sous le nom de « Dreamworld ». En 2002, toutes les succursales sont rebaptisées « DreamLand ».
Depuis le 09 avril 2011, la chaine de jouets organise des événements nommés Let’s Bike (« Allons faire du vélo ») et Let’s Read (« Allons lire »), permettant notamment aux enfants d'apprendre à faire du vélo et aux parents de recevoir des conseils,.
Depuis 2013, DreamLand livre tous les articles à domicile.
Le 19 avril 2023, Colruyt a annoncé qu'une restructuration, entrainant la fermeture d'un Dreamland et cinq Dreambaby, allait être réalisée. À cette date, un accord a été conclu entre Colruyt et ToyChamp qui a ainsi acheté 75% des parts de Dreamland.